# Páni z Častolovic
Páni z Častolovic byli starý český šlechtický rod, který patřil ve 14. a 15. století k nejvýznamnějším rodům východních Čech.

## Historie
Byli příbuznými pánů z Potštejna a Litic, pravděpodobně též pánů z Dobrušky a Opočna a pánů z Kostomlat. Bývají zahrnováni do rozrodu Drslaviců, kam zařadil Palacký pány z Potštejna; podle Augusta Sedláčka jde však v tomto případě o jiný rod, který se odvozuje od plzeňského purkrabího Drslava. Příbuznost s Potštejny, z nichž někteří přesídlili do východních Čech, naznačuje jejich erb a také oblíbené jméno Půta. V roce 1312 se připomíná syn Procka z Potštejna a bratr Mikuláše z Potštejna jménem Půta, který by mohl být totožným s prvním doloženým Půtou z Častolovic, nebo může jít o jeho otce.
První příslušníci rodu kolonizovali území na dolním toku Divoké Orlice a dolním toku řeky Bělé, severozápadně od území pánů z Potštejna. Centrem jejich držav byly Častolovice, jejichž povýšení na městečko dosáhl Půta I. z Častolovic (†1397) v roce 1342. Tento nejstarší známý Půta zastával u dvora Karla IV. různé pozice a byl mimo jiné také správcem Kladska a Dolní Lužice. S manželkou Machnou (Markétou) z Veselice měl syna Půtu II. Půta II. z Častolovic býval nejprve zván Půtou mladším, později Půtou starším. Půta II. (mladší) z Častolovic se oženil s Annou kněžnou Osvětimskou, se kterou měl syna Půtu III. a dcery Ofku a Kateřinu. Ofka se provdala nejprve za Oldřicha Svojanovského z Boskovic a po jeho smrti za Viléma mladšího Zvířetického z Boskovic. Kateřina se provdala za Hynka mladšího z Dubé na Červené Hoře. Půta III. (nejmladší) se oženil s Annou z Koldic.
Do počátku 15. století se državy pánů z Častolovic značně rozrostly - vedle Častolovic zahrnovaly městečko Solnice, hrady Skuhrov,  Rychmberk, Hlodný a Nový Hrad (Klečkov) a asi 50 vesnic.
Za husitských válek vynikl Půta III. z Častolovic (Půta mladší), syn Půty II. a Anny Osvětimské, zapřisáhlý nepřítel husitů a člen tzv. opočenské strany. Za věrnost králi Zikmundovi získal Kladsko a Minsterbersko. Byl posledním mužským potomkem tohoto rodu - s manželkou Annou z Koldic měl pouze tři dcery, Annu, provdanou za Oldřicha z Házmburka, Kateřinu provdanou nejprve za Heralta Leštnického z Kunštátu a poté za Jana Zajíce z Házmburka a dceru Salome, provdanou za Viléma, vévodu Opavského. Rozsáhlé panství pak získal sňatkem s Půtovou vdovou Hynek Krušina z Lichtenburka. 

## Erb
Erb pánů z Častolovic se vyskytuje ve dvou variantách. Vždy jde o stříbrný štít s šikmými modrými pruhy, mohou však být tři umístěné pokosem, nebo dva umístěné pošikem. Stejné pruhy se objevují i na křídle.